# Rue Junot
Pour les articles homonymes, voir Junot.
La rue Junot est une voie marseillaise située dans le 3e arrondissement de Marseille. 

## Situation et accès
La rue Junot démarre au boulevard National et entame une légère montée jusqu’au carrefour avec la rue Mathieu-Stilatti puis trace en ligne droite jusqu’au boulevard de Strasbourg. 
Elle longe le pont de l’autoroute A7 sur toute sa longueur. Sous ce pont se trouvent un stade ainsi que plusieurs petits parkings.
La rue mesure 1254 mètres de long pour 8 mètres de large.

## Origine du nom
La rue doit son nom à Jean-Andoche Junot (1771-1813), 1er duc d'Abrantès.

## Historique
La rue est classée dans la voirie de Marseille par arrêté municipal du 28 avril 1855.
Elle prend sa dénomination actuelle après délibération du Conseil municipal du 31 octobre 1934.

## Bâtiments remarquables et lieux de mémoire
- À l’angle avec la rue Mathieu-Stillati se trouvait l’ancienne caisse primaire locale de l’Assurance Maladie, devenue en 2017 une résidence étudiante.